# Alexander Gerst
Alexander Gerst (Künzelsau, Baden-Württemberg, 3 de mayo de 1976) es un astronauta alemán de la Agencia Espacial Europea. Fue seleccionado en 2009 para seguir una formación. Estudió en la Universidad de Karlsruhe, Alemania, donde obtuvo un título universitario en Geofísica. También estudió ciencias de la tierra en la Universidad Victoria de Wellington en Nueva Zelanda, donde fue galardonado como maestro de la ciencia. Ha trabajado como investigador desde 2005 y recibió su doctorado en ciencias naturales en el Instituto de Geofísica de la Universidad de Hamburgo, Alemania, en 2010, con una tesis sobre la geofísica y la dinámica de la erupción volcánica. En su tiempo libre, le gusta el montañismo, el buceo, la escalada y el paracaidismo.
Fue seleccionado como astronauta en 2009 por la Agencia Espacial Europea.

## Expedición 40/41
Visitó el espacio como parte de la tripulación de la Estación Espacial Internacional en la Expedición 40/41 de mayo a noviembre de 2014. El 7 de octubre de 2014, Gerst realizó su primera actividad extravehicular (EVA) con Reid Wiseman. Los astronautas trasladaron una bomba de enfriamiento fallida del almacenamiento temporal a largo plazo en el truss de la estación. También instalaron un nuevo sistema de retransmisión que proporcionará opciones de energía de respaldo al transportador móvil, que mueve el brazo robótico grande alrededor de la estación espacial. La duración del EVA fue de 6 horas y 13 minutos.
El 10 de noviembre de 2014, aterrizó en la Tierra en la misma nave espacial Soyuz TMA-13M que lo llevó a la Estación Espacial Internacional el 28 de mayo junto con el comandante ruso Maxim Suraev y el astronauta de la NASA Gregory R. Wiseman.
La misión de seis meses de Gerst a la ISS se llamó "Punto Azul". El nombre de la misión recuerda a la descripción de Carl Sagan de la Tierra como un punto azul pálido como se ve en una fotografía tomada por la misión Voyager de la NASA.
Los experimentos de la misión incluyeron experimentos en ciencias físicas, biología, fisiología humana, investigación de radiación y demostraciones de tecnología. El alcance educativo incluyó videos educativos como parte del "aula voladora" y un conjunto de experimentos realizados en microgravedad.

## Expedición 56/57
Gerst fue lanzado a la ISS en Soyuz MS-09 el 6 de junio de 2018, como parte de la Expedición 56/57. Es el comandante de la ISS para la Expedición 57. Traerá un asistente de robot llamado "CIMON". Fue el segundo astronauta de la Agencia Espacial Europea en comandar la estación, después de que Frank de Winne comandara la Expedición 21, y también el astronauta más joven en comandar la estación, a los 42 años a partir de octubre de 2018. En mayo de 2017, se anunció el nombre y el logotipo de su misión. , llamado "Horizontes". El 20 de diciembre de 2018, él y sus compañeros de tripulación  Serena Aunon-Chancellor y Serguéi Prokópiev regresaron a la Tierra y aterrizaron en Kazajistán después de 197 días en el espacio, combinados con los 165 días en el espacio en su última misión, Gerst tiene 362 días en el espacio, más que cualquier otro astronauta de la ESA en la historia.